# Pieter Gaal

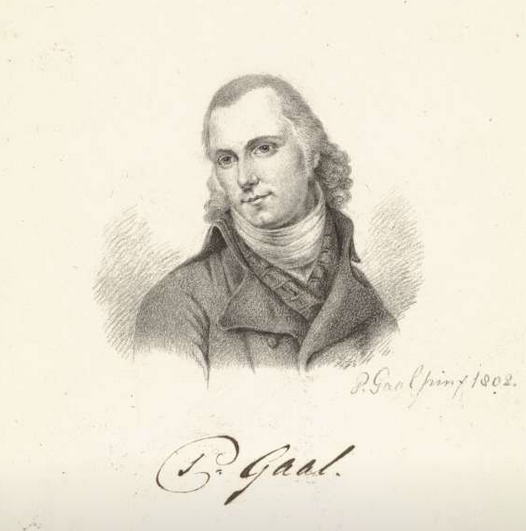
Selbstporträt von 1802

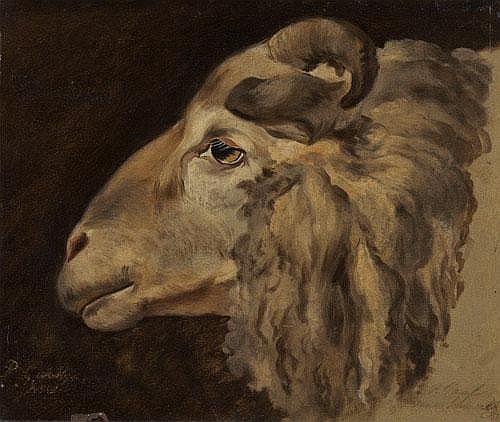
Studie eines Widderkopfes

Pieter Gaal (* 19. Juli 1770 in Middelburg; † 13. Januar 1819 ebenda) war ein Maler. Er schuf Landschaftsbilder, Porträts, Tier- und Genrebilder.

## Leben und Werke
Pieter Gaal war ein Sohn des Tapetenmalers Thomas Gaal, bei dem er wahrscheinlich seine Ausbildung begann. Danach lernte er bei J. Perkois in Middelburg und bei H. W. Schweickhardt in Den Haag. Dort wurde er am 20. Oktober 1786 Mitglied der Confrerie van Pictura. Nachdem Schweickhardt nach London gezogen war, kehrte Gaal in seine Geburtsstadt zurück. 1789 war er einige Monate bei Schweickhardt in London. Es folgte 1791 eine Reise nach Paris, danach bereiste Pieter Gaal Italien, die Schweiz und Deutschland, um schließlich nach Middelburg zurückzukehren.
Für den Provinzialgerichtshof in Middelburg schuf er 1804 zwei Gemälde, die Moses mit den Gesetzestafeln und die Gerechtigkeit zum Thema hatten.
1808 stellte er in Amsterdam ein Porträt des französischen Generals Monet mit Stabsoffizieren aus, außerdem ein Tierbild mit lebensgroßen Rindern und Schafen sowie ein Stillleben mit totem Wild.
Etliche Motive Pieter Gaals wurden von dessen Sohn Jacobus Cornelis Gaal in Radierungen reproduziert.
Das Rijksmuseum Amsterdam besitzt seit 1940 ein Selbstporträt Gaals aus dem Jahr 1802.